# Yukiko Akaba

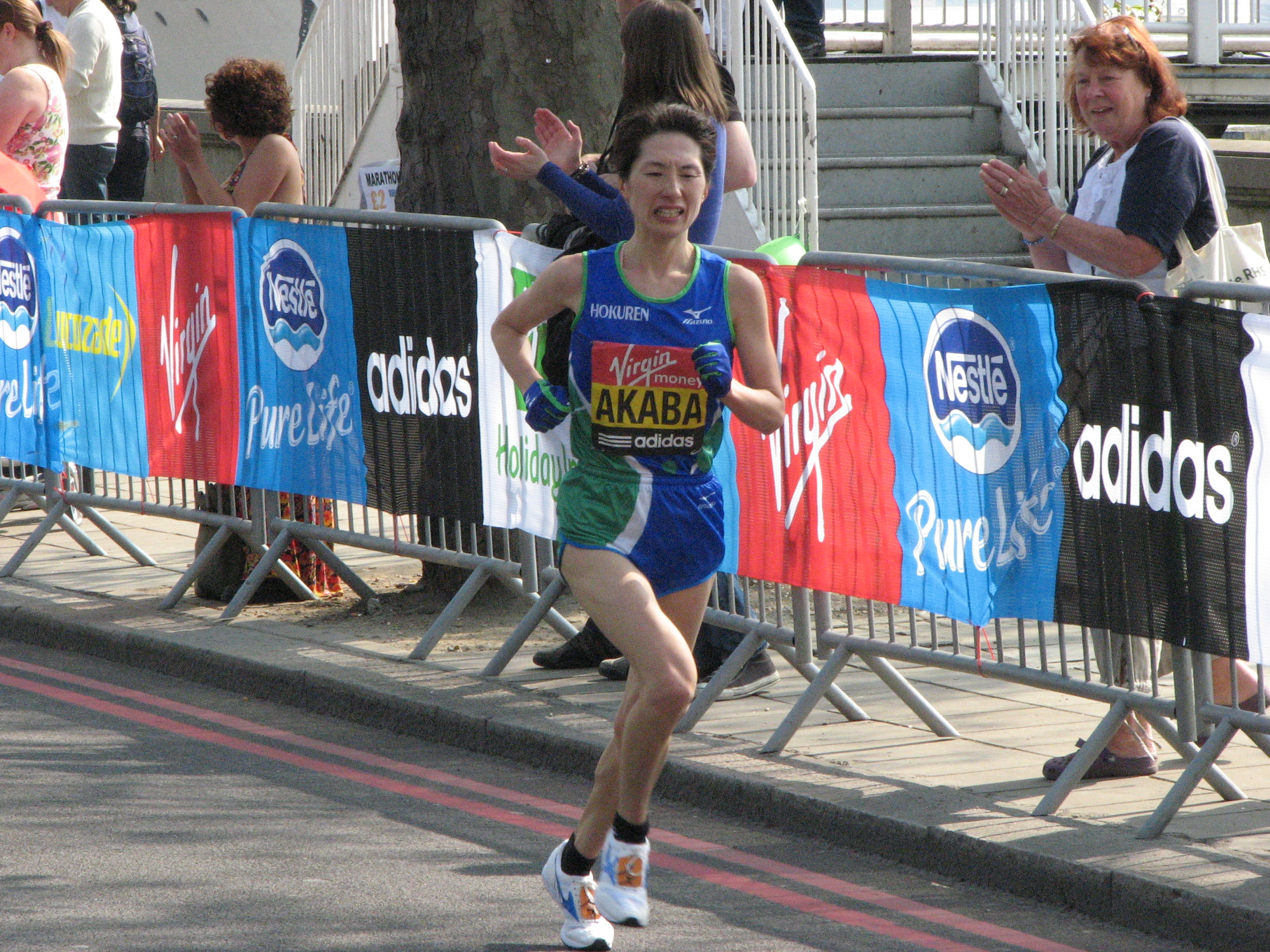
Yukiko Akaba beim London-Marathon 2011

Yukiko Akaba (jap. 赤羽 有紀子, Akaba Yukiko; * 18. Oktober 1979 in Haga, Präfektur Tochigi) ist eine japanische Langstreckenläuferin.
Bei der Universiade gewann sie 1999 Silber im Halbmarathon und 2001 Bronze über 10.000 Meter. Nach ihrem Studium an der Jōsai-Universität schloss sie sich dem Firmenteam von Hokuren an, musste aber zunächst verletzungsbedingte Rückschläge hinnehmen. 2005 heiratete sie ihren Studienkollegen Shuhei Asari (der den Familiennamen seiner Frau annahm), von dem sie fortan trainiert wurde. Im August 2006 wurde sie Mutter, nahm aber schon bald wieder das Training auf. 2007 führte sie als Schlussläuferin Japan zum Sieg beim Chiba Ekiden und war mit 31:23,27 min die schnellste Japanerin des Jahres über 10.000 Meter.
2008 siegte sie bei den japanischen Halbmarathon-Firmenmeisterschaften und qualifizierte sich als nationale Vizemeisterin über 5000 und 10.000 Meter über beide Distanzen für die Olympischen Spiele in Peking. Dort allerdings kam sie, nachdem sie kurz zuvor eine fiebrige Erkrankung durchzustehen hatte, über 10.000 Meter lediglich auf den 20. Platz und schied über 5000 Meter im Vorlauf aus. Bei den Halbmarathon-Weltmeisterschaften in Rio de Janeiro wurde sie Zehnte und war die beste Läuferin des japanischen Teams, das die Bronzemedaille gewann.
Im Jahr darauf wurde sie bei ihrem Debüt auf der 42,195-km-Distanz Zweite beim Osaka Women’s Marathon und daraufhin für den Marathon der Weltmeisterschaften in Berlin nominiert. Nach einem Sieg beim Sendai-Halbmarathon wurde sie im Sommer nationale Meisterin über 10.000 Meter. Bei den Weltmeisterschaften jedoch erlitt sie einen Einbruch und lief auf Rang 31 ein. Bei den Halbmarathon-Weltmeisterschaften in Birmingham kam sie nicht über den 26. Platz hinaus.
2010 hielt sie sich in Osaka bis Kilometer 25 in der Spitzengruppe, fiel dann aber wegen der Nachwirkungen einer Knieverletzung zurück und gab auf. Beim London-Marathon wurde sie Sechste.
2011 gelang ihr mit einem Sieg in Osaka ihr bislang größter Erfolg. Beim London-Marathon wurde sie Sechste, beim Marathon der Weltmeisterschaften in Daegu war sie als Fünfte die beste nicht-afrikanische Läuferin.
Yukiko Akaba ist 1,58 m groß und wiegt 43 kg. Wegen der in Japan immer noch ungewöhnlichen Verbindung zwischen Mutterschaft und hochleistungssportlicher Karriere wurde ihr Familienleben Thema einer Fernsehsendung.

## Persönliche Bestzeiten
- 5000 m: 15:11,17 min, 27. November 2005, Yokohama
- 10.000 m: 31:15,34 min, 27. Juni 2008, Kawasaki
- Halbmarathon: 1:08:11 h, 16. März 2008, Yamaguchi
- Marathon: 2:24:09 h, 17. April 2011, London